# مهرجان غلاسكو السينمائي
مهرجان غلاسكو السينمائي هو مهرجان سينمائي سنوي مقره غلاسكو، اسكتلندا. بدأ المهرجان في عام 2005. بحلول عام 2015 ، شهد زيادة في أعداد الحضور إلى 40،000 شخص على مدار عامين متتاليين. يعتبر الآن واحد من أهم ثلاثة مهرجانات سينمائية في المملكة المتحدة.